# Caswellsilverita
La caswellsilverita és un mineral de la classe dels sulfurs. Rep el seu nom en honor de Caswell Silver (1916-1988), geòleg i president de la "Sundance Oil Company" de 1960 a 1984. Va ser alumne i benefactor del Departament de Geologia i de l'Institut de meteorítica a la Universitat de Nou Mèxic.

## Característiques
La caswellsilverita és un sulfur de fórmula química NaCrS₂. Cristal·litza en el sistema trigonal. La seva duresa a l'escala de Mohs és 2.
Segons la classificació de Nickel-Strunz, la caswellsilverita pertany a «02.F - Sulfurs d'arsènic, àlcalis, sulfurs amb halurs, òxids, hidròxid, H₂O; amb alcalins (sense Cl, etc.)» juntament amb els següents minerals: schöllhornita, cronusita, chvilevaïta, orickita, rasvumita, pautovita i colimaïta.

## Formació i jaciments
Va ser descoberta l'any 1982 al meteorit Norton County, trobat al comtat homònim a l'estat de Kansas, Estats Units, on es troba associada a altres minerals com: daubreelita, oldhamita, kamacita i perryita. També ha estat descrita en altres quatre meteorits: en el meteorit de Pena Blanca Spring, trobat a Texas, en el meteorit Parsa, trobat a Muzaffarpur (Índia), en el meteorit Qingzhen (Xina) i en el Yamato 691, trobat a l'Antàrtida.